# SGT-277
SGT-277，或称为CUMYL-CBMINACA，分子式C
22H
25N
3O，属于吲唑-3-甲酰胺类SGT系列大麻素，2020年2月首次在德国被发现。